# Piper degeneri
Piper degeneri är en pepparväxtart som beskrevs av A. C. Smith. Piper degeneri ingår i släktet Piper och familjen pepparväxter. Inga underarter finns listade i Catalogue of Life.